# 슬라임 (가공의 생물)

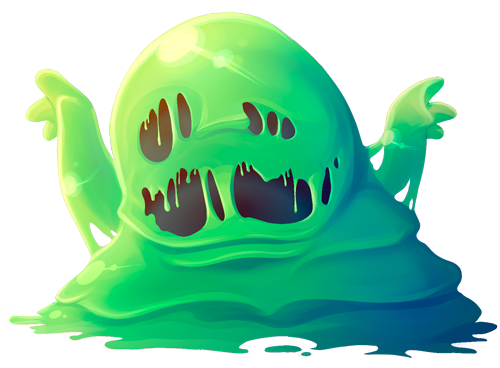
슬라임 일러스트

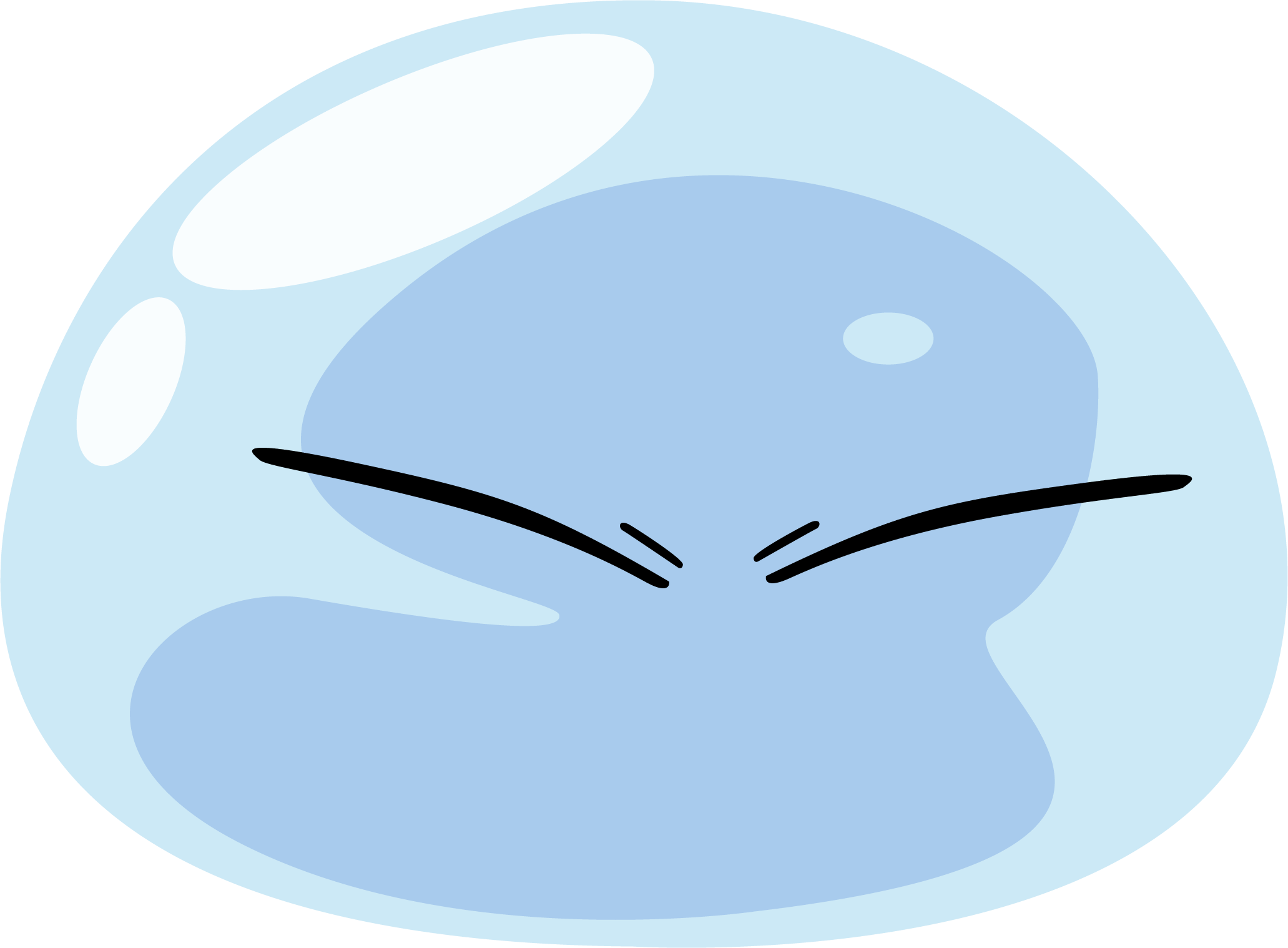
"전생했더니 슬라임이었던 건에 대하여"의 슬라임

슬라임(영어: slime) 또는 우즈(영어: ooze)는 일반적으로 젤로 구성된 가공의 생물이다.

## 역사
문학 작품에서 슬라임은 H. P. 러브크래프트의 작품에서 유래되었다. 러브크래프트는 그의 소설 "광기의 산맥에서"에서 검은 슬라임으로 만들어진 형체 없는 존재인 쇼고스를 묘사했다. 러브크래프트의 글은 이후 고딕 소설과 대중 문화의 다른 측면에 영향을 미쳤다.
슬라임은 1974년 《던전 & 드래곤》과 같은 테이블탑 게임에서 괴물로 등장했으며, "물방울"과 같은 공포 영화에서 부분적으로 영감을 받았다.